# Watertown, South Dakota
Watertown är administrativ huvudort i Codington County i South Dakota. Orten har fått sitt namn efter Watertown, New York. Enligt 2010 års folkräkning hade Watertown 21 482 invånare.

## Kända personer från Watertown
- John Hamre, statsvetare
- Kristi Noem, politiker
- Lee Raymond, affärsman